# Час вогню (роман)
«Вогняна пора» (або «Час вогню») — науково-фантастичний роман американського письменника Пола Андерсона. У 1975 роман номінувався на премію «Г'юго» за найкращий роман .

## Опис сюжету
«Пролог». Герої зустрічаються з трибуном Даніелем Еспіной і розповідають йому про минулі події.
«Основне оповідання». До планети Іштар, населеної людьми і гуманоїдами-іштарійцями, схожими на кентаврів, наближається червоний гігант Ану, спалюючий своїми променями поверхню північного материка Валеннен. Населяють його варвари-тассури, котрі прямують на південь, щоб вижити. Їх очолює колишній офіцер легіону Арнанак, який отримав підтримку у таємничої раси даурів, що населяють північ Валеннена. Варвари вважають даурів надприродними істотами. Для перемоги Арнанаку потрібно вибити легіонерів з південної частини Валеннена.
Південний материк населений людьми та перебуває у дружбі з іштарійцями, що утворили Союз. Воєначальник південців Ларека розуміє всю небезпеку настання півночі, але асамблея Союзу вирішує залишити Валеннен. На Іштарі висаджуються військові Космофлоту, але місцеві проблеми їх не цікавлять, бо розгорівся конфлікт з міжзоряною цивілізацією Наксів. Військові організують базу і реквізують місцеві ресурси. Героїня роману Джил Конвей вирушає разом з Ларекою, що вирішили битися до останнього, Валеннен, але шляхи її захоплює Арнанак. Користуючись нагодою, вона досліджує Т-життя, до якої належать і даури, яка виявляється тільки в Валеннені. Самі даури мільйони років тому перебралися з загиблої планети гіганта Ану і привезли з собою Дар — зоряну карту, якою заволодів Арнанак. До неї зрештою приєднується її коханий, інженер Ієн Старлінг, йому вдається пронести з собою радіопередавач. Тим часом в боях за планету Мундомар, населену людьми і наксами, у війну між якими втрутилася спочатку Земна федерація, а потім і Наксанська Ліга, гине брат Джил. Обурене населення Іштар починає загальний страйк проти сил Космофлоту. Командир Дежерин дізнається, що змовники викрали партію вибухівки зі складу Космофлота, вони збираються озброїтися і йти на допомогу Ларекі, якого облягають варвари Арнанака. Ларека гине при штурмі форту. Дежерин летить в Валеннен, забирає Джил і Ієна та дає їм захопити свій літак, після чого наносить авіаудар по війську тассурів, Арнанак гине. Герої забирають Дар і добровільно здаються прибулим земним слідчим, щоб розповісти на Землі всю правду.
«'Епілог»': Вислухавши розповідь, трибун вирішує влаштувати відкритий процес над героями, виправдати їх і використовувати увагу суспільства, з метою домогтися початку мирних переговори з наксами і закінчення беззмістовної війни.